# Borough londonien d'Ealing
Pour le quartier résidentiel, voir Ealing.
Le borough londonien d'Ealing (« London Borough of Ealing ») est un borough du Grand Londres. Cette circonscription, fondée en 1965 par fusion des districts du Middlesex d'Ealing, Southall et Acton, compte plus de 305 000 habitants.
Ce borough est composé de :
- Acton
- Dormer's Wells
- Ealing
- East Acton
- Greenford
- Hanwell
- Little Ealing
- North Acton
- Northolt
- Norwood Green
- Perivale
- South Acton
- Southall